# Mnemiopsis leidyi
Mnemiopsis leidyi (лат.) или морской грецкий орех — вид гребневиков, обитающий в морской воде в тёплых краях и напоминающий медузу, хотя передвигается при помощи гребных пластин, расположенных по бокам. Хищник, питается зоопланктоном, а также икринками и личинками рыб и моллюсков. На свету переливается яркими цветами.
Проникновение в 1982 году гребневика Mnemiopsis leidyi в Азовское и Чёрное моря нанесло рыбному промыслу ущерб, оцениваемый в 230—350 миллионов долларов в год. Mnemiopsis leidyi завезён кораблями вместе с балластными водами в экосистемы Чёрного и Азовского морей. Толерантный к малым перепадам солёности и температуры воды, этот вид нанес большой урон, пожирая как зоопланктон, так и икру местных рыб. Результатом, помимо прочего, стала эвтрофикация указанных водоёмов. Это привело к тому, что к 1989 году количество пищи для рыб сократилось в 30 раз по сравнению с периодом 1978—1988 годов, что стало одной из причин «хамсового кризиса». Количество особей в 1 м³ достигало 400 штук. Положение ухудшалось отсутствием хищника, способного контролировать численность мнемиопсисов. Уменьшению популяции M. leidyi способствовала интродукция в начале 1990-х североамериканского хищного гребневика Beroe ovata и локальное похолодание 1991—1993 годов, однако восстановлению до первоначального уровня популяция зоопланктонных организмов в указанных морях, скорее всего, не подлежит.
В 1999 году Mnemiopsis leidyi через Волго-Донской канал заселил Каспийское море. В результате было уничтожено 75 % зоопланктона, что сильно повлияло на пищевые цепочки моря: это, в частности, привело к сокращению численности кильки на 60 %, что, в свою очередь, сократило популяции осетровых и тюленей.
В 2006 году Mnemiopsis leidyi был впервые замечен в Северном и Балтийском морях.